# 藤原梨香
藤原 梨香（ふじわら りか、1989年3月21日 - ）は、株式会社シーユーシー・ホスピスの広報担当者。

## 来歴
岩手県出身。国立音楽大学音楽学部音楽教育学科卒業。大学在学時にはアナウンサーを志し、学業と並行して東京アナウンスセミナーにも通っていた。
2011年に大学を卒業した後、2012年5月から2013年3月まで長野エフエム放送（FM長野）のパーソナリティを務めた。
その後もアナウンサー採用試験を受け続け、2013年10月にテレビユー福島に入社。報道部に配属され、2017年4月まで同局のアナウンサーと記者を務めた。
2017年5月にスタートアップ企業の PR Table に入社し、100社を超えるクライアントの情報発信やPR活動をサポートした。
2019年10月からはフリーランスのライターとして活動。『FastGrow』や『XD』などのビジネスメディアで記事執筆を担当した。
2021年に医療・介護サービスのシーユーシー・ホスピスに入社。同じビル内の同じフロアにあるグループ会社シーユーシーにも籍を置き、広報業務に従事している。

## 出演
脚注の無いデータは、本人が Wantedly に掲載したプロフィールからの参考。

### ラジオ番組
- 千曲市浪漫紀行〜すいっちばっくおばすて〜（FM長野）

### テレビ番組
- TUF NEWS LIVE スイッチ!（テレビユー福島） - 中継担当ほか[7]
- DO!エイト・ユアセルフ（テレビユー福島）[7]
- Nスタふくしま（テレビユー福島） - リポーター、記者
- げっきんチェック（テレビユー福島） - リポーター、ナレーター
- キラリ☆ふくしま（テレビユー福島） - リポーター